# Dibamus ingeri
Dibamus ingeri är en ödleart som beskrevs av Das och Lim 2003. Dibamus ingeri ingår i släktet Dibamus och familjen blindödlor. Inga underarter finns listade i Catalogue of Life.
Arten förekommer i den indonesiska delstaten Sabah på norra Borneo. Honor lägger ägg.